# Matala Paltojärvi
Matala Paltojärvi eller Matala Puddojärvi är en sjö i Finland. Den ligger i kommunen Enare i landskapet Lappland, i den norra delen av landet, 900 km norr om huvudstaden Helsingfors. Matala Paltojärvi ligger 163,2 meter över havet. Arean är 69,3 hektar och strandlinjen är 4,84 kilometer lång. Sjön  ingår i Pasvik älvs huvudavrinningsområde. 